# エリー (ペンシルベニア州)
エリー（英: Erie、[ˈɪəri]、発音からはイアリとも表記できる ）は、アメリカ合衆国ペンシルベニア州の都市。エリー郡の郡庁所在地である。人口は9万4831人（2020年）で州内5番目の規模だが、減少傾向にある。エリー湖南岸に位置する工業都市。地名は先住民族エリー族に由来する。
エリー市の近くには、オハイオ州クリーブランド、ニューヨーク州バッファローおよびペンシルベニア州ピッツバーグのような大都市がある。かってはこれらの都市と共に重工業地帯であったが、その工場地区は現在主にプラスチックと機関車の工場になっている。エリー市は湖効果積雪でも知られ、ラストベルトの中心にあって、その経済の推進力として観光業に力を入れ始めた。毎年400万人以上の観光客が水上での余暇でプレスク・アイル州立公園を訪れ、州立公園の名前を貰ったプレスク・アイル・ダウンズという新しいカジノが人気を集めている。
エリー市は「旗艦の市」としても知られている。これは米英戦争中のエリー湖の湖上戦で勝利を収めたオリバー・ハザード・ペリー提督の旗艦ナイアガラが停泊しているからである。また、湖面の輝きのために「宝石の市」とも呼ばれてきた。

## 歴史
現在のエリー市の地域にはイロコイ連邦に属するセネカ族が支配していた。1753年、その近くにフランスがプレスク・アイル砦を建設した。この砦はイギリスの侵入に対抗してヌーベルフランスを守る目的があった。フランス語のプレスク・アイル(Presque-isle)は半島（文字通りは「島と同様」）を意味し、現在のプレスク・アイル州立公園となっているエリー湖に突き出た陸地の呼称である。フランスが1760年に砦を放棄したとき、ナイアガラ川の西では最後の砦であった。イギリスは同じ年に砦を占領し、その3年後の1763年にフレンチ・インディアン戦争が終了してヌーベルフランスがイギリスに割譲されたことにより、この地域一帯は正式にイギリスの領土となった。
アメリカ独立戦争後に、「エリー三角」と呼ばれた今日のエリー市のある地域の領有を巡って、ニューヨーク州、ペンシルベニア州、コネチカット州およびマサチューセッツ州が争った。コネチカット州の場合は、ここが「コネチカット西部保留地」の一部であった。1792年3月3日、この地域は正式にペンシルベニア州の一部となった。この時、ニューヨーク州、コネチカット州およびマサチューセッツ州は、その領有主張を連邦政府に預け、その代償として15,160万ドルでペンシルベニア州に売却することとした。イロコイ連邦は、1789年1月にペンシルベニア州から2,000ドル、連邦政府から1,200ドルを受け取って、この地域の領有権を放棄した。ただし、セネカ族だけは単独でペンシルベニア州と領有権交渉を行い、1791年2月に800ドルで解決した。
ペンシルベニア州議会は、1795年4月18日に成立した法律によって、プレスク・アイル近くの土地の測量を開始した。ワシントンD.C.におけるピエール・シャルル・ランファンの測量を完成させ、ペンシルベニア州とニューヨーク州の境界問題を解決することに力有ったことで有名なアンドリュー・エリコットが1795年6月に到着して測量を開始した。この地域の開拓はその年に始まった。
米英戦争のとき、イギリス軍からエリー湖の制水権を奪うために、ジェームズ・マディソン大統領はエリーで艦隊の建設を命令した。著名な造船業者であるエリーのダニエル・ドビンスとニューヨークのノア・ブラウンが4隻のスクーナー、帆走できる砲艇と2隻のブリッグの建艦を指揮した。オリバー・ハザード・ペリー提督がロードアイランド州から到着し、この艦隊を指揮してエリー湖の湖上戦で勝利を収めた。
エリーは19世紀半ばに重要な鉄道の中継点となった。ここには3つの異なる軌間の鉄道が集まっていた。この軌間の違いにより、乗客の乗り換え、荷物の積み卸しが発生して、その時間的遅れが問題となったが、それだけ雇用需要も発生した。国全体の標準軌が提案され、それまでの労働力と中継点としての重要さが消えてしまった。エリー市民は標準化を止めさせるために、市長の主導で暴動を起こし、橋に火を付け、線路を剥いだ。
1915年8月3日、排水溝に瓦礫が詰まり、ミル・クリークが氾濫してエリーの中心街が水没した。車軸を流すような豪雨によって4カ所で大きな水溜まりが形成された。このためにできた「水の壁」で12名の人が犠牲になった。ミル・クリークは、洪水後に市内の地下を通ってエリー湖に注ぐように円筒管に変えられた。
1900年代を通じ、湖上交通や漁業が衰えるにつれて、エリーの重要性も徐々に消えていった。エリー市の中心街は20世紀の大半は成長し続けたが、1970年代に人口が減少に転じた。車社会の到来で、多くの住人がミル・クリーク郡区などの郊外に出て行った。ミル・クリーク郡区は既に5万人以上の人口に達している。

## 地理と景観
エリー市は北緯42度6分52秒 西経80度4分34秒 / 北緯42.11444度 西経80.07611度に位置する。オハイオ州クリーブランド、ニューヨーク州バッファローおよびペンシルベニア州ピッツバーグのような大都市の間にあり、エリー湖の南岸中央に位置する。多くのクリークや小川がエリー湖の水となり、エリー湖盆地のペンシルベニア部を通って北向きに流れている。
アメリカ合衆国統計局によると、エリー市は総面積28.0平方マイル (72.5km²)である。うち22.0平方マイル (57.0km²)が陸地で残りが水域である。総面積の21.54%が水域となっている。プレスク・アイル州立公園はエリー湖に突き出た半島で、11キロメートルにわたって公共の海岸、湿地および釣り場がある。

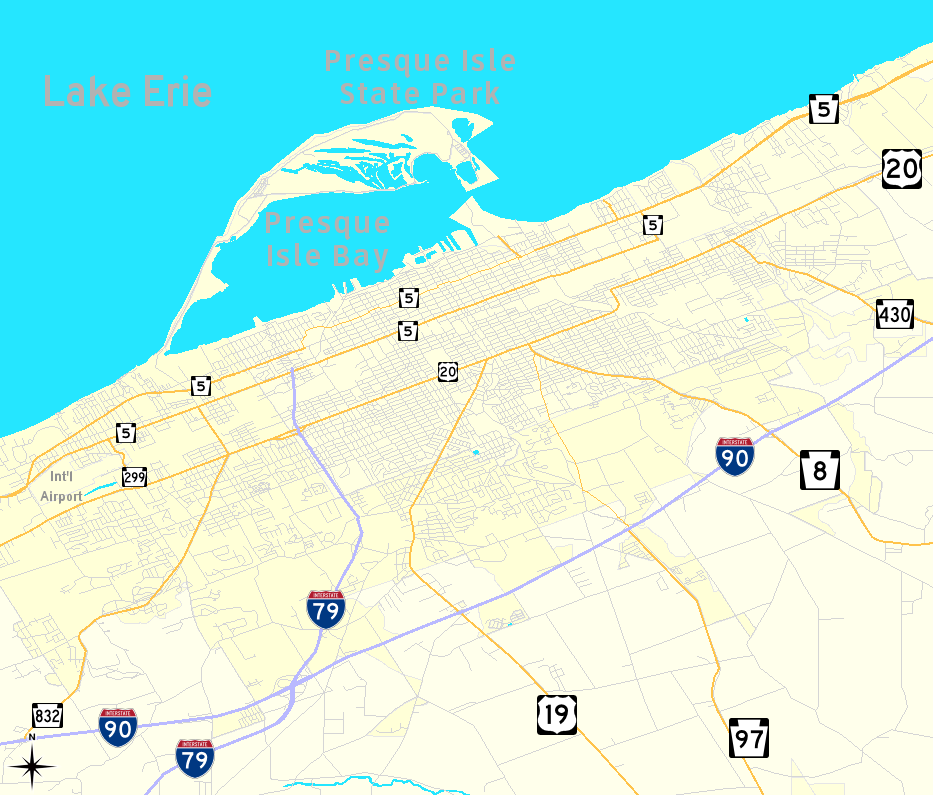
エリー市周辺の道路地図

エリー市は中心街にあるペリー広場を取り囲む格子状に町が配置されている。中心街の建物はどれも20階以下とされており、湖岸との間にはベイフロント・パークウェイが走っている。近隣にはリトル・イタリーの様な小さな少数民族社会がある。38番街より南は、1970年以降の郊外開発によって、格子状の町並みが無くなり道路は曲線を描いている。ミル・クリーク郡区とピーチ・ストリートはエリーの新しい市域となっている。

市内の景観の大半は、廃棄された工場、中層の住居ビル、一戸建ての家およびオフィスビルである。エリー湖岸には、ペプシ・アムフィシアターとそれを取り巻く公園があり、多くの行事が開かれている。ベイフロント会議場およびホテルは、ドビンス・ランディングの隣のササフラス桟橋にある。湖岸線の東端には、エリー海洋博物館と市の主要な図書館があり、米英戦争の時の旗艦ブリッグ船ナイアガラが停泊している。船渠とマリーナはその間に湖の清水を湛えている。

## 気候
エリー市の気候は五大湖特有のものである。冬は湖水効果による雪が降る。夏は暑く湿気が多い。ケッペンの気候区分では、夏が暑く湿潤な大陸性気候帯(Dfa)に入る。ここでは、ありとある気象現象が起こる。降雪、結氷、降雨、雷雨、竜巻および霧である。
エリー市はアメリカ合衆国でも降雪量の多い場所になっており、平均降雪量は223センチメートルである。2006年から2007年にかけての冬の降雪量は274センチメートルだった。冬の厳しい気象条件でブリザードが起こり、州間高速道路90号線に50台の車が閉じ込められたことや、エリー国際空港でUS エアー499便がオーバーランしたことがあった。
2017年のクリスマスは例年にない豪雪となり、25日の降雪だけでも86cmとなり、日最大積雪量を更新した。
| 過去最高         | 70 (21.1)   | 75 (23.9)   | 82 (27.8)   | 89 (31.7)   | 90 (32.2)   | 100 (37.8)   | 99 (37.2)   | 94 (34.4)    | 94 (34.4)    | 88 (26.7)   | 80 (26.7)    | 75 (23.9)   |
| 平均最高         | 33.5 (0.8)  | 35.4 (1.9)  | 44.7 (7.1)  | 55.6 (13.1) | 67.4 (19.7) | 76.2 (24.6)  | 80.4 (26.9) | 79 (26.1)    | 72 (22.2)    | 61 (16.1)   | 49.3 (9.6)   | 38.6 (3.7)  |
| 平均最低         | 20.3 (-6.5) | 20.9 (-6.2) | 28.2 (-2.1) | 37.9 (3.3)  | 48.7 (9.3)  | 58.5 (14.7)  | 63.7 (17.6) | 62.7 (17.1)  | 55.9 (13.3)  | 45.5 (7.5)  | 36.4 (2.4)   | 26.8 (-2.9) |
| 過去最低         | -18 (-27.8) | -17 (-27.2) | -9 (-22.8)  | 12 (-11.1)  | 26 (-3.3)   | 32 (0)       | 44 (6.7)    | 37 (2.8)     | 33 (9.6)     | 24 (-4.4)   | 7 (-13.9)    | -6 (-21.1)  |
| 雨量 (in) (mm)   | 2.53 (64.3) | 2.28 (57.9) | 3.13 (79.5) | 3.38 (85.9) | 3.34 (84.8) | 4.28 (108.7) | 3.28 (83.3) | 4.21 (106.9) | 4.73 (120.1) | 3.92 (99.6) | 3.96 (100.6) | 3.73 (94.7) |
| 降雪量 (in) (mm) | 25.2 (640)  | 15.6 (396)  | 12.3 (312)  | 3 (76.2)    | -           | -            | -           | -            | 0.3 (7.6)    | 3 (76.2)    | 10.4 (264)   | 24.2 (615)  |

## 人口と宗教
| エリー市 年代ごとの人口推移       |           |        |
| 年                                | 人口      | 増減率 |
| 1880年                            | 27,237人  | -      |
| 1890年                            | 40,634人  | 49.2%  |
| 1900年                            | 52,733人  | 29.8%  |
| 1910年                            | 66,525人  | 26.2%  |
| 1920年                            | 93,372人  | 40.4%  |
| 1930年                            | 115,967人 | 24.2%  |
| 1940年                            | 116,955人 | 0.9%   |
| 1950年                            | 130,803人 | 11.8%  |
| 1960年                            | 138,440人 | 5.8%   |
| 1970年                            | 142,254人 | 2.8%   |
| 1980年                            | 119,123人 | -16.3% |
| 1990年                            | 108,718人 | -8.7%  |
| 2000年                            | 103,717人 | -4.6%  |
| 2010年                            | 101,786人 | -1.9%  |
| 2020年                            | 94,831人  | -6.9%  |
| 備考=1880-1970 1980-20002010-2020 |           |        |

2000年国勢調査では、エリー市の人口は103,717人、40,938世帯、24,480家族がいる。住居数は44,971軒、空室率は8％である。工場の廃止と関連する事業の撤退で長い間人口が減り続けている。1970年代初期の最盛期に比べて4万人以上減少した。
エリー市の年代構成はほぼ均等である。中央値は34歳である。家庭の13％、人口の19％が貧困線以下である。ほとんどの人がヨーロッパ系民族の子孫である。
1990年代半ばより、エリー国際機関（IIE、1919年設立）がボスニア、エリトリア、ガーナ、イラク、コソボ、リベリア、ソマリア、スーダン、旧ソ連およびベトナムからの難民の再定住化を援助してきた。エリーの社会に難民を受け入れることは、宗教的な多様化と文化祭のような地域行事を増やしている。
20世紀初期、かなりの大きさのロシア移民社会ができ、その多くは湖岸の造船所で働いた。五大湖地域の都市とは異なり、これらロシア移民のかなりの数の者がロシア正教の古儀式派、つまりオールド・ビリーバー（en:Old Believer）であった。今日でも、以前のロシア人社会の中心に近く湖岸にある金色の丸屋根の聖誕教会はオールド・ビリーバー教会である。在外ロシア正教会の主教ダニエル・オブ・エリーはエリー市に本拠を置き、オールド・ビリーバーのための主教会議の議長代理を務める。
エリー市には150年以上の歴史があるユダヤ人社会がある。改革ユダヤ教組合の一員であるテンプル・アンシー・ヘスドはその精神的指導者ジョン・L・ブシュ牧師によって運営されている。エリー市にはローマカトリック・エリー教区がある。教区の範囲は13郡におよびペンシルベニア州でも最大である。その教区中心はエリー市のセントピーター大聖堂であり、中央の塔は高さ81m、両横の塔も高さ46mある。1873年の建設で、アメリカ合衆国の中でも高さの高い教会の一つである。
宗教古文書教会によれば、エリー郡の人口は2000年時点で280,843人であり、そのうち103,333人はカトリック系宗派に属しており、40,301人は主流派プロテスタント、12,980人は福音主義プロテスタントである。

## 交通

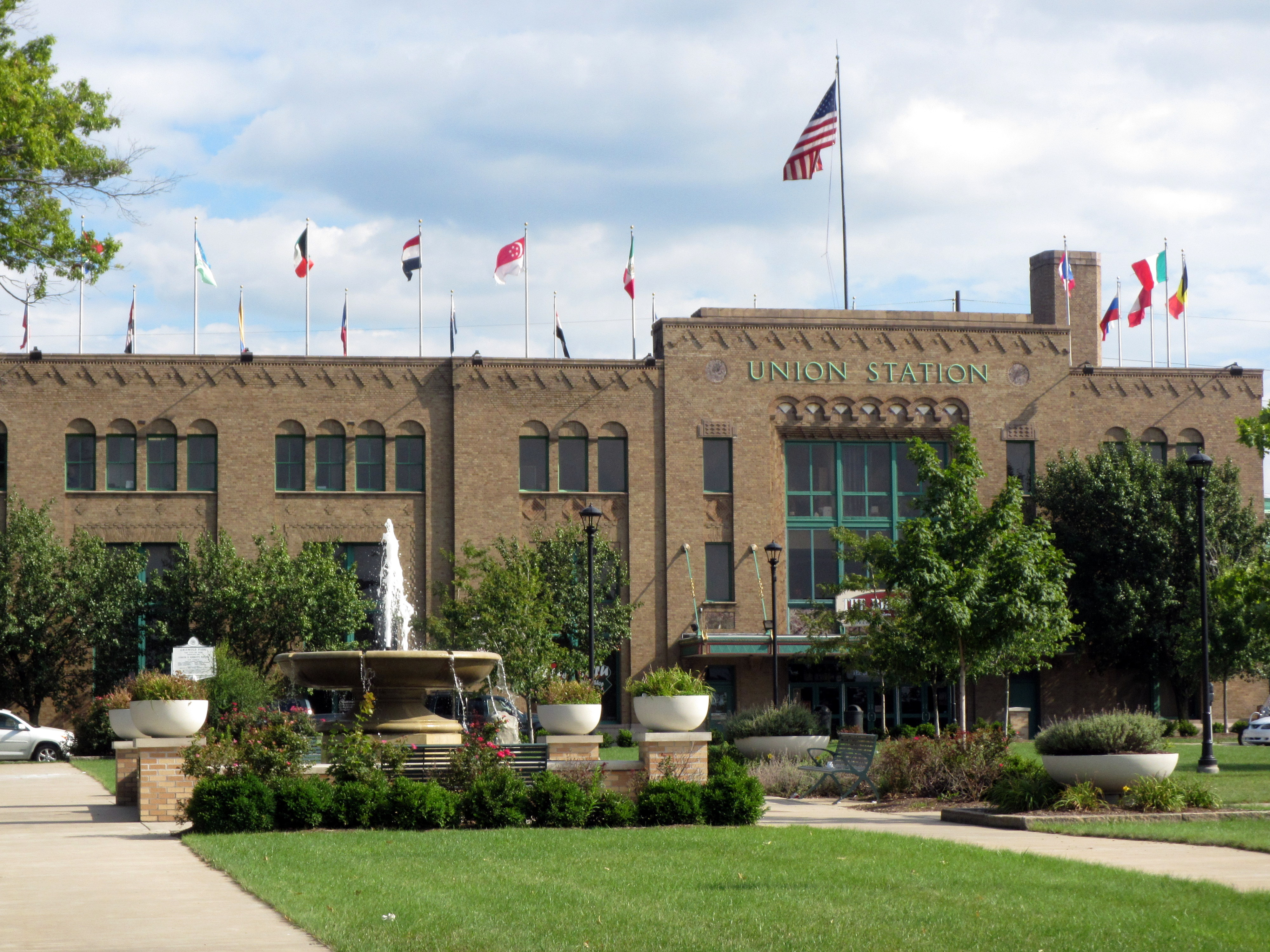
エリー・ユニオン駅

エリーの都市圏計画機構 (MPO)は、ペンシルベニア州交通局 (PennDOT)のために、毎年エリー地区交通調査を行っている。州内には15のMPOがあり、その地域で選出された役人、交通に関わる大きな法人の代表、PennDOTの役人その他で構成されている。連邦と州の交通に関する規則では、人口5万人以上の地区に1つのMPOを設け、短期（4年間）と長期（20年間以上）の交通計画を作成することとしている。

### 空港
エリー国際空港（IATA: ERI; IACO: KERI）は、エリー市の南西8キロメートルにあり、主にゼネラル・アビエーション用である。定期便はアメリカン・イーグルが運航している。同空港は、州の交通局によって全米1番目、連邦政府の交通局によって全米3番目に成長速度の速い空港と認識されている。

### 鉄道
かつてニューヨーク・セントラル鉄道の本線「ウォーターレベルルート」（現在はCSXの主要線）が直接エリー市に入っていた。また、ノーフォーク・サザン鉄道の主要線が市内の19世紀ストリートに直接乗り入れたことがあった。ノーフォーク・サザン鉄道は1998年に軌道の撤去を決めた。19世紀ストリートの軌道は現在大陸横断主要線に使われている。
エリー・ユニオン駅は西14番街125にある。エリー・ユニオン駅にはアムトラックのシカゴとニューヨーク・ボストン間を運行する夜行長距離列車レイクショア・リミテッド号が1日1往復停車する。近年、エリー湖の南岸に沿って、バッファローからエリーを経由してクリーブランドに至る列車を追加する議論がなされたが、近い将来に実現する計画は出来ていない。

### バス
エリー都市圏交通局 (EMTA)は、毎日、地域のバス路線を運行している。新しいバスターミナルが2006年に完成した。水上タクシー、鉄道および空港とも接続している。ホランド・ストリート桟橋に2002年に完成した共同一貫輸送センターには、乗り合いバスの停留所もある。グレイハウンドとトレイルウェイズ交通システムがエリーとデュボアおよびピッツバーグを結ぶ路線を毎日運行している。

### 道路
エリー市は州間高速道路システムの中にうまく組み込まれている。州間高速道路90号線からは6本の高規格道路が出ており、東はボストン、西はクリーブランドとを結んでいる。エリー市に向かって北上して来る者は、州間高速道路79号線を通って90号線に入るか、79号線からそのまま北上してどこかの出口からベイフロント・パークウェイに入ればよい。南行きの旅行者は79号線が州間高速道路80号線と接続し、東に行けばニュージャージー州、西ならばオハイオ州のアクロンかヤングスタウンに行け、そのまま79号線を下れば、ピッツバーグとウエストバージニア州チャールストンへ行ける。州間高速道路86号線は南部ティア・イクスプレスウェイとも呼ばれ、ペンシルベニア州ノースウエストで90号線から分かれ、南東に向けてニューヨーク州ビンガムトンに入る。
市内には幾つかの幹線道路がある。ペンシルベニア州道5号線（12番街）、アメリカ国道20号線（26番街またはバッファロー道路）および38番街は格子状になっているエリー市街を東西に抜ける主要道路である。市街地は中心街の大通りであるステート・ストリートで東西に分けられる。アメリカ国道19号線は中心街からアッパー・ピーチ・ストリートと呼ばれる州間高速道路90号線の北にあるショッピング地区とを繋ぐ南西寄りの道である。

### 水運
エリー港はプレスク・アイル湾にあり、プレスク・アイル半島に囲まれた自然の港である。エリー＝西ペンシルベニア港湾局がドビンス・ランディングとエリー中心街のリバティパークとの間で水上タクシーを運行している。またプレスク・アイル行きのフェエリーもある。
プレスク・アイル半島東端の海峡を通ってエリー湖に出て行くことができる。湖の巡航サービスは2002年に出来たクルーズ・ターミナルではなくてドビンス・ランディングの方に泊まる。「グレート・アメリカン・ウォーターウエィズ」の巡航船では、15日間でシカゴとロードアイランド州のウォーレンを結び、途中エリーに立ち寄る。五大湖巡航会社とアメリカ＝カナダ巡航ラインがこの巡航の旅を宣伝している。

## 経済
エリー市はエリー湖、五大湖およびセントローレンス川水系に対するペンシルベニア州の主要入り口である。アメリカ独立戦争の後で水運の中心として頭角を現し、西部開拓時代は鉄道の中継点であった。産業革命の時代は鉄工業の重要な都市であり20世紀まで繁栄した。
21世紀になって、大企業に比類するものは唯一ディーゼル機関車と電気機関車を造る企業が残っているだけだが、中規模の多様化した複合産業が現れてきた。この広い産業基盤には、小さくて小回りの利く鉄鋼やプラスチックの工場ばかりでなく、健康、保険および観光といった活発なサービス産業もある。2007年3月時点での失業率は4.1％であり、前年の5.2%より1ポイント以上改善された。アメリカ全体の失業率は4.4%である。
エリーには、GEトランスポーテーション、プラステク・インダストリーズ、およびエリー・インシュアランス・グループの本社がある。ロード・コーポレーションはエリーで設立され今も主機能がある。アメリカのプラスチックの10％以上がエリーに本拠を置くプラスチック工場で製造または成形されている。エリーはバイオ燃料と環境研究で中心となりつつあり、年間4,500万ガロン（17万立方メートル）のバイオ燃料を生産している。観光は地域経済の中でその重要さを増しつつあり、年間400万人以上の観光客がプレスク・アイル州立公園などを訪れている。カナダの買い物客もミルクリーク・モールやピーチ・ストリートの店に買い物に来ている。
エリー市の政府は住民、大学および産業界が地域社会の経済健全化に貢献するよう奨励する州の計画を通じて発展を後押ししている。
2002年、エリー市市街地再開発地区（DID)はフィラデルフィアに本拠を置く会社と契約し、エリー中心街の「マスタープラン」を作成した。DIDの計画には、主に市中心部の住居と小売店を拡張する中高層建築物の建設が含まれている。ボストン・ストアやマーカンタイル・ビルディングなど歴史的建造物の再生も計画に入っている。フォース・リバー・デベロプメントとラドナー・プロパティ・グループが開発業者に選ばれた。

## 健康管理および施設
エリー市にはアメリカでもトップクラスの病院が2つ有り、健康管理では地域の指導的存在である。セントビンセント健康システムは、1875年にセントジョセフ修道女会とローマカトリック・エリー教区によって、セントビンセント病院として設立され、エリー市の最初の医療施設となった。1895年には、セントビンセント病院協会として、ペンシルベニア州に認可された。看護学校が1901年に創られた。正式のインターン制度が1914年に始まった。1981年、セントビンセント病院はペンシルベニア州でも最大の病院となり、患者に対する治療記録について許可された人が参照できるようにコンピュータを導入したことでは、アメリカでも最初の病院の一つになった。セントビンセント健康システムは1988年に法人となり、セントビンセント健康センターがその子会社として創られた。エリー・シュライナーズ小児病院は1927年以来活動している。この病院は、ペンシルベニア州の病院および健康管理システム協会から2007年業績賞を受賞した。
エリー市で雇用数の多い法人の一つがハモット医療センターであり、アメリカでも最良の病院の一つとして常にランク付けされている。ピエール・サイモン・ビンセント・ハモット（1846年没）は成功した土地の実業家であったが、1881年、その家産が子孫によってハモット病院協会の設立のために寄付された。医療センターとハモット心臓研究所がハモット健康財団法人の一部になっている。
ハモットとセントビンセントが1980年代に共同で2つのプロジェクトを立ち上げた。1983年には、3州地域トラウマセンターが開館した。1987年に開設された地域ガン・センター (TRCC)は、アメリカ合衆国でも最大の独立社会ガン医療センターの一つである。
1865年にエリー市の水とガスの会社として設立されたエリー・ウォーター・ワークスは、貯水池、2つの水処理施設、および複雑な上水道配管網を持ち、市内と郊外の大半に上水を供給している。PennElec、すなわちファースト・エナジー会社は、北西ペンシルベニア・ルーラル・エレクトリック会社と共に、地域に電力を供給している。タイム・ワーナー・ケーブルはアデルフィアを買収した後に地域のケーブルテレビ配信社となった。
エリー市の下水事業は、エリー下水局によって行われ、多くの周辺郡区も下水局と共同事業を行っている。下水局は毎日約3千ないし4千万ガロン （11万ないし15万立方メートル）の下水を浄化している。

## 芸術と文化
エリー市には、幾つかのプロとアマチュアの芸術集団がある。最も意義有るものはエリー・フィルハーモニックであり、1913年以来活動を続けている（第二次世界大戦の空白期間を除く）。このプロの音楽家楽団には、合唱団とジュニア楽団があり、地域での公演を行っている。
エリー湖バレーは、一年中良く知られた演目を公演しているプロ集団である。エリー市民音楽協会は世界中のプロの音楽家、声楽家、エンタテイナーおよびアンサンブルを呼び、後援し、記録している。エリー美術館は市の主要展示場であり、湖岸に近いステート・ストリートの元税関庁舎にある。その収集品は民衆芸術や現代美術に重きを置かれており、人気のあるブルースやジャズのコンサートも開催している。
エリー市中心街の歴史的また華美なワーナー劇場では、幅広い分野の公演が行われる。1980年代に改修され、2007年にもまた改修が行われたワーナー劇場は、エリー市の市民会館の一つでもある。中心街には、エリー演劇場があり、アメリカでも指導的な地域社会劇場の一つである。また現代芸術のためのロードハウス劇場は前衛作品を取り上げている。2002年に設立された地域の五大湖映画協会 (GFLA)は、毎年開催される五大湖独立系映画祭を主催する
西6番街はミリオネアーズ・ローと呼ばれ、19世紀ビクトリア様式の邸宅が集まっている。五大湖で最古の灯台がライトハウス・ストリートの端に建っている。この灯台は1818年に建設され、1867年に建て替えられた。
ステート・ストリートの端、ドビンズ・ランディングにある200年タワーは、市制200周年を記念して1995年から1996年に建てられた。高さは187フィート (57 m)あり、五大湖や中心街のパノラマが楽しめる。ブラスコ図書館とエリー海洋博物館がその東側にある。プレスク・アイル・ダウンズが2007年2月28日に開業した。これは州では4番目、ペンシルベニア州西部では初めてのスロット・パーラーである。開業の日には2,000台のスロットマシーンがあり、2007年9月には競馬場が隣に開業したばかりである。

## スポーツ
エリー市には競争の激しいスポーツの長い歴史がある。高校スポーツが地域で行われ、運動能力のある者が均等に割り付けられているので、接近した結果になる。エリー市の歴史の中で、様々なセミプロとプロのスポーツチームがあった。この市では国中に知られるマクドナルド・クラシックのバスケットボール大会が行われる。この地域にはジェネラル・マクレーン高校があり、同じ年にフットボールとバスケットボールの州選手権を制したことがある。
エリー市には、アメリカ屋内フットボール協会に属するエリー・フリーズ、ナショナル女子フットボール協会に属するエリー・イルージョンがある。エリー・オッターズはオンタリオ・ホッケー・リーグでオンタリオ・ホッケー・リーグをプレイし、野球のエリー・シーウルブズはAAのイースタン・リーグの一員で、デトロイト・タイガース傘下である。フットボールとアイスホッケーの試合はルイ・J・タリオ・アリーナで、シーウルブズの試合はジェリー・ウート・パークで行われる。様々な高校や大学の試合はベテランズ・スタディアムなど市内の施設で行われている。
| クラブ名             | スポーツ         | リーグ                         | 競技場                    |
| -------------------- | ---------------- | ------------------------------ | ------------------------- |
| エリー・フリーズ     | 屋内フットボール | アメリカ屋内フットボール協会   | ルイ・J・タリオ・アリーナ |
| エリー・シーウルブズ | 野球             | イースタン・リーグ             | ジェリー・ウート・パーク  |
| エリー・オッターズ   | アイスホッケー   | オンタリオ・ホッケー・リーグ   | ルイ・J・タリオ・アリーナ |
| エリー・イルージョン | 女子フットボール | ナショナル女子フットボール協会 | ルイ・J・タリオ・アリーナ |

## 余暇
エリー市はエリー湖岸に位置しているので、一年間を通じて多くの屋外活動ができる。地域の最大の呼び物はプレスク・アイル州立公園であり、年間400万人以上の観光客を集めている。この地域ではブドウが栽培され、合衆国でも3番目の葡萄酒を生産している。ジェリー・ウート・パークやルイ・J・タリオ・アリーナなどの競技場がある。
プレスク・アイルは国民的名所となっている。エリー中心街の湖岸にはシーウェイ・トレイルが走っている。プレスク・アイルの付け根にあるトム・リッジ環境センターには、7,000平方フィート (650 m2)の展示場がある。
エリー市の歴史的な場所も人々を惹き付ける。ユニオン駅とワーナー劇場は実用中の歴史的建物である。エリー演劇場は合衆国でも3番目に古い地域社会劇場であり、最も活動的である。

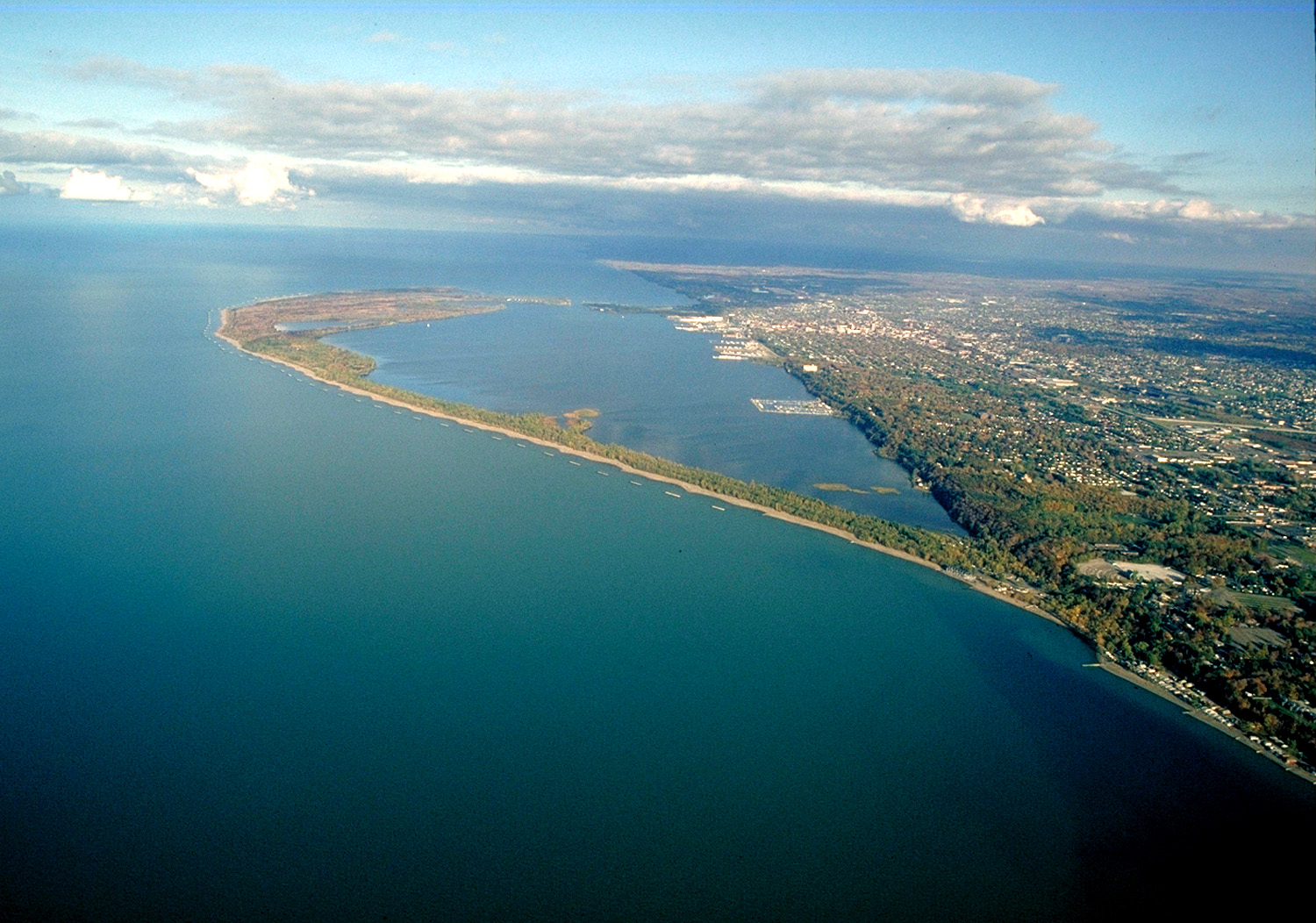
プレスク・アイル州立公園

他の観光サイトは、ベイフロント会議場、エリー湖を見下ろす200年タワー、エリー市中心街の桟橋であるドビンス・ランディング、エリーランド灯台、ブリッグ船ナイアガラの母港であるエリー海洋博物館、合衆国でも11番目に大きなショッピングセンターであるミルクリーク・モール、中心街の大きな公園であるペリー・スクェア、サミット郡区にある競馬場とカジノのプレスク・アイル・ダウンズ、東海岸では最大、合衆国では3番目の屋内水上公園であるスプラッシュ・ラグーン、多くの動物や展示物のあるエリー動物園、およびアミューズメントパークのワルダミア・パーク・アンド・ウォーター・ワールドなどがある。

## 法律と政府
エリー市政府は市長と市政委員会で構成される。市長には選出された財務官と監督官が付く。7つの地区毎に1人の市政委員会代議員を選出する。この代議員が議長と副議長を互選する。代議員の任期は2年間である。市長は最高執行責任者であり、市政委員会は法を整備しその執行を管理する。市政委員会はシティホールのマリオ・S・バグノーニ委員会室で開催される。

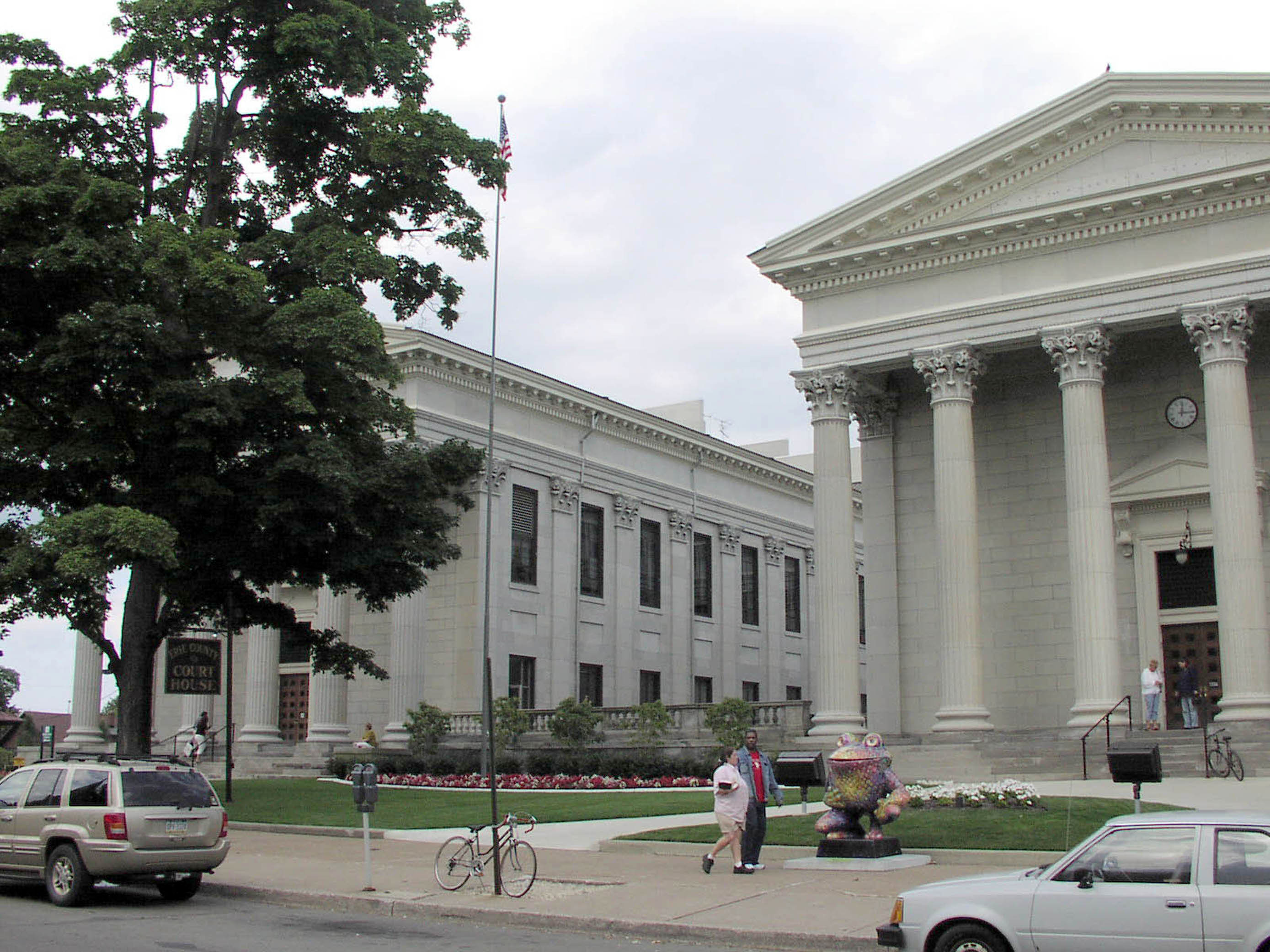
エリー郡庁舎

2007年5月現在の市長はジョセフ・シノットである。スーザン・ディヴェッチオが財務官である。カシミア・J・クィトウスキが監督官である。市政委員会代議員は、ルビー・ジェンキンス・ハズバンド（議長）、ジェイムズ・N・トンプソン、パトリック・カパビアンカ、ジェシカ・ホラン・クンコ、カーチス・ジョーンズ・ジュニア、デイビッド・ゴンザレス、およびジョセフ・V・スケンバーである。
税収によって、警察と消防の機能が備えられている。四半期に分割された支払で、ゴミ収集、リサイクルおよび上下水道サービスを提供している。現在警察や消防のような公共サービス部門の人員を減らしたことで、市政が批判されている。
法律はエリー警察署で守られている。2005年では、エリー市内で6件の殺人が発生した。2004年の1件に比べて増加したことになったが、非暴力犯罪は2004年と2005年の比較で14％減少した。2000年以来、警官の数が減ったことに一部起因して、薬物関連の犯罪が増加した。薬物の取引に関連しては、デトロイトやニューヨークと犯罪組織の強い結びつきがある。全国平均の犯罪率に比べれば少ないものの、エリー市では多くの薬物に関する逮捕劇が起こっている。暴行事件の数は2005年に増えて191件となった。窃盗、放火および強盗は2004年に比して2005年は減少したが強姦はやや増加した。

## 教育
エリー市公共教育機関には、小学校と中等学校で12,527名の生徒が通っている。小学校、中学校、高校および1つのチャーター・スクールを合わせて23の公共の学校がある。公共の学校以外に、40の私立学校や千も学校があり、カセドラル予備学校、ビラマリア・アカデミーおよびマーシーハースト予備学校などが含まれている。
また、幾つかの単科大学や総合大学がある。1970年代に創設されたペンシルベニア州立大学エリー校はペンシルベニア州立大学の最大の分校である。この大学は合衆国でも最大価値の大学の一つと言われる。
エリー湖整骨療法大学 (LECOM)は、フロリダ州ブレイデントンにも分校のある大きな医科大学であり、合衆国でも最大の医学生入学者数がある大学の一つである。
エリー地区で他の顕著な大学は、マーシーハースト大学がある。ここには統計局分類II地区では第1位にランクされるラクロスのチームがある。アレゲニー・カレッジ、近隣のエディンボロにある大きな大学のエディンボロ・ユニバーシティ・オブ・ペンシルベニア
、エリー中心街にあるカトリック校のギャノン大学などである。エリー市、エリー郡およびエリー教育委員会の高級官僚は、2006年にエリー地区でコミュニティ・カレッジの必要性について調査を始めた。
エリー市の公共図書館はエリー郡図書館システムの一部である。その後援者の名前を取ったレイモンド・M・ブラスコ、M.D.記念図書館は1996年に開館した。これはペンシルベニア州で3番目に大きな図書館である。エリー海洋博物館とも連結されており、どちらもベイフロント会議場や200年タワーを含むベイフロント再開発プロジェクトの一環である。

## メディア
エリー市の唯一の新聞はエリー・タイムズ・ニューズである。他に週刊や月刊の出版物はある。
ニールソン・メディア・リサーチによると、エリー市は全米142番目のテレビ市場である。この市場には全米ネットワークの系列局がある。WICU 12 (NBC)、WJET 24 (ABC)、WFXP 66 (FOX)、WSEE 35 (CBS)およびWBEP (CW)である。市内にAMとFMのラジオ局は25有る。

## 姉妹都市
2007年6月時点でエリー市は4つの都市と姉妹都市を結んでいる。
- - ダンガーヴァン, アイルランド
- - ルブリン, ポーランド
- - メリダ, ユカタン州, メキシコ
- - 淄博, 中国